# جلجدود
جلجدود (بالصومالية: Galgaduud)‏ هي محافظة من المحافظات الصومالية تقع وسط الصومال وتشتمل على عدد من المدن والقرى، منها: مدينة طوس مريب وهي عاصمة المحافظة. ومنها جوري عيل ومدينة عيل بور وأيضا مدينة عيل طير 

## التركيبة السكانية
بلغ عدد السكان محافظة جلجدود 330,057 نسمة في 2005 و 569,434 نسمة في 2014 و 634,309 نسمة في 2019 في إحصائيات أجريت في بعض المدن في المحافظة.

## أعلام
- حسن علي خيري
- عائشة حجي علمي